# Adolf Obst

Porträt von Adolf Obst

Adolf Obst (* 27. August 1869 in Berlin; † 27. Dezember 1945 in Potsdam) war ein deutscher Maler. Er bereiste viele Länder, speziell China und Frankreich. Viele seiner Werke wurden während des Zweiten Weltkriegs zerstört.

## Leben
Der Landschaftsmaler Adolf Obst wurde am 27. August 1869 als Sohn des Kirchenbeamten Heinrich Obst und seiner Ehefrau Auguste (geb. Schmidt) in Berlin geboren. Mit 14 Jahren trat er als Lehrling eine Ausbildung bei der Reichsdruckerei in Berlin an, wo er namentlich in Lithographie und Kupferstich Erfahrungen sammelte. Schon während dieser Ausbildungszeit wurde ihm ermöglicht, in der Preußischen Akademie der bildende Künste in den Klassen für Perspektive, Anatomie und Tiere zu hospitieren, was Gelegenheit bot, Pferde aus dem Königlichen Marstall zu Berlin  zu malen. 1888 entschloss er sich, Maler zu werden. Er besuchte, zuletzt als Meisterschüler von Eugen Bracht, die „kgl. akademische Hochschule für Bildende Künste“ zu Berlin.
Seine erste Schaffungsperiode fand in den Jahren 1897/98 statt, als er eine „Reise um die Erde“ zusammen mit dem Schriftsteller Paul Lindenberg antrat. Diese Reise wurde unter anderem mit einem Stipendium des preußischen Kultusministers finanziert. Auf diese Reise folgte die künstlerische Auswertung mit Ausstellungen und die Begründung einer Malschule in Berlin/Wilmersdorf. 1900/01 war er Kriegsmaler im Hauptquartier des deutschen Expeditionskorps in China (Boxeraufstand). Diese Reise unternahm er mit seinem Freund Reinhold Breßler. Unter dem Befehl des Grafen v. Waldersee, wozu ihm auf dem Gelände des Kaiserpalastes in Peking eigens ein Atelier gebaut und zugewiesen wurde. 1902 wurde er als Mitglied in den „Verein der Berliner Künstler“ aufgenommen. Von diesem Zeitpunkt an profilierte er sich als Landschaftsmaler, insbesondere der Mark Brandenburg. Auch trat er Studienreisen bis nach Südschweden an.
Im Jahre 1907 war ein Schaffensschwerpunkt Frankreich, wo er zunächst in Paris als Schüler an der Académie Julian seine Studien fortsetzte und alsdann nach Versailles übersiedelte, um dort das Schloss mit seiner Landschaftsumgebung zu malen.
Nach der Rückkehr nach Berlin betrieb er seine Malschule fort und wurde weiter durch zahlreiche Ausstellungen seiner Gemälde bekannt.  Als Landschaftsmaler setzte er sein Wirken weiter fort, bis er 1914, nach Ausbruch des Ersten Weltkriegs, als „Schlachtenmaler“ zur 5. Armee des Kronprinzen (Westfront) berufen wurde. 1915 zurückgekehrt, war ein weiterer Schaffensschwerpunkt, im Auftrage des Kriegsministeriums „Studienköpfe“ farbiger französischer Kriegsgefangener (sogenannte „Auxiliaires“) zu malen.
Weiter tätig dann als Landschaftsmaler war 1934 ein neuer Schaffensschwerpunkt, im Auftrag eines Berliner Verlages im Saarland Bilder zu einem Saarbuch zu illustrieren (s. Werke). Weit über diesen Auftrag hinaus nutzte er die Gelegenheit, umfassender künstlerisch zu arbeiten. So war er insbesondere im Hüttenwerk Neunkirchen tätig, wo er Industriebilder, etwa vom Hochofenabstich und den arbeitenden Menschen, auch von den Bergleuten („Kumpels“), schuf.
Danach wieder, als „Maler der Mark“, der Landschaftsmalerei deutscher Heimat, gerade auch auf Rügen, verschrieben, begann er immer mehr auch Städteansichten des alten Berlins und anderer Städte festzuhalten.
Nach Ausbombung seines Ateliers in Berlin Hohenzollerndamm 12 siedelte er 1943 nach Potsdam über, wo er insbesondere Motive in Sanssouci, aber auch von der Garnisonkirche und dem alten Potsdam fand. Beim Heranrücken der Roten Armee erfolgte die Auslagerung seines reichhaltigen Bilderbestandes nach Glindow, wo diese Bilder später dann durch Einwirkung der Besatzungsmacht willkürlich vernichtet wurden, was erklärt, dass bis auf den Bestand verkaufter oder gestifteter Gemälde viele ganz wesentliche Werke verloren gegangen sind.
Adolf Obst verstarb am 27. Dezember 1945 in Potsdam. Sein Grab befindet sich auf dem Neuen Friedhof in Potsdam Abt. IX Stelle Nr. 57.

## Ausstellungen
Im Folgenden ist eine Auswahl an Ausstellungen, an denen Obst teilgenommen hat aufgelistet.
- 1894 Große Berliner Kunstausstellung[6]
- 1897 Große Berliner Kunstausstellung
- 1898 Gesellschaft für Erdkunde zu Berlin (50 Bilder von der Studienreise „Um die Welt“)
- 1905 Große Berliner Kunstausstellung
- 1906 Große Berliner Kunstausstellung[7]
- 1908 Große Berliner Kunstausstellung[8]
- 1916 Königliche Akademie der Künste zu Berlin („Kriegsbilder Ausstellung“)
- 1923 Große Berliner Kunstausstellung[7]
- 1925 Große Berliner Kunstausstellung[7]
- 1926 Guben (Oktober), Cottbus (November)
- 1927 Große Berliner Kunstausstellung[6][7]
- 1927 Rostock (Juni), Stralsund (August), Greifswald (Oktober)
- 1928 Kunsthalle Frankfurt/Oder
- 1930 Gemäldeausstellung im Rathaussitzungssaal Ludwigslust
- 1932 Kunstausstellung in der Wilmersdorfer Stadthalle („Pommersche Kunst in Berlin“)
- 1934 Saarausstellung in Neunkirchen und Köln
- 1939 Herbstausstellung „Verein Berliner Künstler“
- 1941, 1942 und 1943 Große Deutsche Kunstausstellung („Haus der Kunst“ in München)[7]
- 1970 Erinnerungsausstellung „Wilmersdorfer Künstler der Jahrgänge 1868–1888“ (Rathaus Wilmersdorf, Berlin)[9]

## Werke (Auswahl nach Schaffensdatum)
- „Eichen auf der Insel Vilm“ (1897)

- Illustrationen zu Paul Lindenberg, „Um die Erde in Wort und Bild“ (1899)
- „Allee nach den Pyramiden von Kairo“ (1900)
- „Mont Lavina auf Ceylon“ (1900)
- „Taku Forts“ China (1900)
- „Brand des Kaiserpalastes in Peking“ (1901)
- „Am Bergeshang“ (Südschweden 1903)
- „Schloss Versailles“ (1907)
- „Berliner Schloss“ (1911; mehrfach, auch „Blick über die Kurfürstenbrücke“)
- „Vormarsch auf Varenne“ (1914)
- „Vor Verdun – Im Artelleriefeuer“ (1914)
- „Auf dem Kirchplatz in Varennes - Argonner Wald“ (1914)
- „Nach dem Gefecht bei Varenne in den Argonnen“ (1914)
- „Wintersonne“ (1916)
- „Alt-Stralsund“ (1925)
- „Blick von der Krämerbrücke“ Alt-Erfurt (1926)
- Bilder zum Buch Klaus Rath, „Deutsches Land – Die Saar“, 1934
- „Abstich des Hochofens“ (Eisenhütte Neunkirchen/Saar 1934)
- „Allee nach Boizenburg“  (1938)
- „Schloss Sansouci“ (vielfach ab 1940)
- „Es will Abend werden“ (undatiert, ausgestellt auf der „Großen Deutschen Kunstausstellung“ 1941, verkauft 1943)
- „Garnisonkirche“ in Potsdam (vielfach, z. B. Garnisonkirche im Schnee 1943)
- „Heiliggeistkirche“ Potsdam (1944 – letztes Werk)[10]